# ヴィヴィアン・ンドゥール
ヴィヴィアン・ンドゥール (Viviane Ndour、1972年3月8日 - ）は、セネガルの女性歌手である。通称「ンバラの女王」(Queen of Mbala)。セネガルの国民的歌手ユッスー・ンドゥールの義妹。

## 略歴
ヴィヴィアン・ンドゥールは、出生時の名前は Viviane Chidid と言い、セネガル国内の大西洋沿岸の町であるンブールの出身である。父親はレバノン出身であり、母親はモーリタニア出身、母方の祖母はマリ共和国出身である。このように多くの人種が混合されていることが、ンドゥールの音楽に大きな役割を果たしていて、ンドゥールの音楽はセネガルのンバラ音楽に対してアメリカ合衆国のラップやR&B、カントリー・ミュージックが合わさっている。
1993年にユッスー・ンドゥール率いるバンド「スーパー・エトワール」(Super Etoile) にバック・ヴォーカリストとして加わり、ワールドツアーに同行した。数年後、ヴィヴィアンはユッスーの弟ブバカル・ンドゥールと結婚し、ユッスー・ンドゥールの義理の妹となった。
1999年にファースト・アルバム『Entre Nous / Between Us / Ci Sunu Biir』を発表。このアルバムにはヴィヴィアンのヒット曲「Sama Nene (My Honey)」が収録されている。2001年に発表された 3rdアルバム『Le Show』では自身のバンドであるジョロフバンド (Le Jolof Band) を率い、同年にはワールドツアーを実施している。2002年に発表したアルバム『Tere Nelaw』の収録曲「Yii Gainde」は、コラ賞の最優秀アフリカン・アレンジメント部門の候補作品となった。2005年に発表したアルバム『Man Diarra』からは、ヒット曲「Kagn Laa Lay Guiss」が収録されている。2007年にはブバカル・ンドゥールと離婚。
2010年にはアルバム『Wuy Yaayooy』を発表。翌年のアフロテイメント・オンライン・アフリカ音楽賞 (Afrotainment Museke Online Africa Music Awards) では、同アルバム収録曲「Fima Tollu」が最優秀音楽ビデオ作品と最優秀アフロ・リズム音楽作品を受賞した他、自身が最優秀女性アーティストを受賞した。2012年のナイジェリア・エンターテイメント賞の最優秀パン・アフリカ音楽アーティストを受賞、カメルーン・エンターテイメント賞の最優秀パン・アフリカ音楽アーティストを受賞した他、同年のコラ賞では『Wuy Yaayooy』収録曲「Kumu Neexul」が最優秀西アフリカ女性アーティスト部門の候補作品となった。
セネガルの公用語はフランス語であるが、ンドゥールの歌のほとんどはウォロフ語もしくは英語である。なお、ンドゥールはムスリムである。

## ディスコグラフィ

### アルバム
- "Entre Nous / Between Us / Ci Sunu Biir" （1999年）
- "Nature" （2000年）
- "Le Show" （2001年）
- "Tere Nelaw" （2002年）
- "Fii ak Fee" （2003年）
- "Man Diarra" （2005年）
- "Wuy Yaayooy" （2010年）